# The Old Dark House (1932)
The Old Dark House is een Amerikaanse horrorfilm uit 1932 onder regie van James Whale. Destijds werd de film in Nederland uitgebracht onder de titel In de macht van het monster.

## Verhaal
Tijdens een stormnacht zoeken vijf reizigers onderdak in een donker, oud landhuis in Wales. Ze voelen zich er niet op hun gemak en er gebeuren allerhande vreemde zaken.

## Rolverdeling
| Acteur           | Personage           |
| ---------------- | ------------------- |
| Boris Karloff    | Morgan              |
| Melvyn Douglas   | Penderel            |
| Charles Laughton | William Porterhouse |
| Lilian Bond      | Gladys              |
| Ernest Thesiger  | Horace Femm         |
| Eva Moore        | Rebecca Femm        |
| Raymond Massey   | Philip Waverton     |
| Gloria Stuart    | Margaret Waverton   |
| Elspeth Dudgeon  | Roderick Femm       |
| Brember Wills    | Saul Femm           |